# Bafia
Bafia je mesto v Osrednji provinci Kameruna in leži okoli 85 milj od glavnega mesta države Yaoundé. Je tudi sedež istoimenske škofije.
Samo mesto ima okoli 69.300 prebivalcev, kar ga uvršča na tretje mesto najbolj naseljenih mest v Kamerunu (za Yaoundéjom in Mbalmayom). 